# Авакьян, Сурен Адибекович
Суре́н Адибе́кович Авакья́н (арм. Սուրեն Ադիբեկի Ավագյան; род. 12 марта 1940, Новороссийск, Краснодарский край) — советский и российский учёный-правовед, доктор юридических наук, профессор, заслуженный деятель науки Российской Федерации, заслуженный юрист Российской Федерации и заведующий кафедрой конституционного и муниципального права юридического факультета Московского государственного университета им. М. В. Ломоносова. Автор множества публикаций по различным проблемам конституционного права, научных статей, учебников и учебных пособий, а также составитель  библиографии по конституционному праву. Почётный гражданин города Гавара. Индекс Хирша — 61.

## Биография
Родился в семье портового грузчика из города Гавара Адибека Авакьяна и Цагик Авакьян. Он был пятым ребёнком. Во время оккупации Новороссийска в 1943 году Адибек пошёл на поиски продовольствия, но попал «в облаву, немецкую, а скорее румынскую», и при попытке бегства он был убит. Позже немцы выслали семью в Керчь. В Крыму целый год были под немцами «на положении, ну, наверное, узников концлагерей». После освобождения Крыма советскими войсками Цагик и пятерых детей депортировали на Урал по обвинению в помощи немцам в оккупированном Крыму. Они получили статус спецпереселенцев. В 1955 году семья была реабилитирована. В 1956 году они вернулись в Новороссийск.
В 1958 году с серебряной медалью окончил школу № 18 Новороссийска и поступил в МГУ.
В 1963 году с отличием окончил юридический факультет МГУ.
В 1963–1971 гг. работал в прокуратуре Московской области, служил в армии.
Обучался в заочной аспирантуре на кафедре государственного права и советского строительства юридического факультета МГУ.
В 1970 году под научным руководством профессора кафедры С. С. Кравчука защитил кандидатскую диссертацию «Вопросы правового регулирования деятельности местных Советов»; в 1980 году — докторскую диссертацию «Правовое регулирование деятельности представительных органов власти в СССР (проблемы теории и практики)».
С 1971 года работал на юридическом факультете МГУ старшим научным сотрудником, доцентом. С 1983 года — профессор, с 1994 года — заведующий кафедрой конституционного права (с 2001 года — конституционного и муниципального права) юридического факультета МГУ.
С. А. Авакьян читает курс конституционного права России и спецкурсы по проблемам судебного разрешения конституционных споров, российского парламентаризма, конституционно-правовых основ современного политического развития России.
Был членом рабочих групп по подготовке ряда законов СССР, РСФСР, РФ, г. Москвы.
В 1977 г. был включён в рабочую группу по подготовке проекта Конституции РСФСР 1978 г.
В 1978-1979 гг. работал Бонне, ФРГ.
Активно участвовал в составе коллектива МГУ в подготовке проекта Кодекса Российской Федерации о выборах и референдумах.
В 2020 г. решением Президента РФ включён в состав рабочей группы по подготовке предложений о внесении поправок в Конституцию РФ.
В настоящее время — сопредседатель Научно-экспертного совета по конституционному законодательству при Председателе Государственной Думы, член Научно-экспертного совета при Председателе Совета Федерации, Научно-методических советов при Центральной избирательной комиссии РФ и Уполномоченном по правам человека в РФ, член экспертного совета при Комитете Государственной Думы по Регламенту.
С. А. Авакьян — один из ведущих российских учёных в области конституционного и муниципального права. Имеет более 430 научных публикаций, в том числе 8 монографий, 10 научных брошюр, главы в 9 коллективных монографиях, 2 учебниках, 3 учебных пособиях, более 300 научных статей, 11 учебно-методических пособий; принимал участие в подготовке 5 юридических справочников и комментариев и др. Ряд его трудов издан на немецком, английском, голландском, венгерском, узбекском языках. Под его руководством защищены 66 кандидатских диссертаций, был научным консультантом по 20 защищенным докторским диссертациям. Председатель диссертационного совета при МГУ. Член Ученого совета МГУ имени М.В. Ломоносова.
Наиболее известные издания последних лет: «Политический плюрализм и общественные объединения в Российской Федерации: конституционно-правовые основы» (М., 1996); «Федеральное Собрание — парламент России» (М., 1999); «Конституция России: природа, эволюция, современность» (М., 1997, 2000); «Конституционное право. Энциклопедический словарь» (автор, руководитель авт. коллектива) (М., 2000); «Библиография по конституционному и муниципальному праву» (М., 2002); «Россия: гражданство, иностранцы, внешняя миграция» (СПб., 2003). В 2021 году вышел обновлённый курс «Конституционное право России».
Член редакционной коллегии «Вестника Московского университета. Серия 11: Право» (с 1 января 1971 г.).
Член редакционной коллегии журнала «Государство и право» (с 1 января 1986 г.).
Член редакционного совета журнала «Государственная власть и местное самоуправление» (с 1 января 1996 г.).
Член редакционной коллегии журнала «Российская Федерация сегодня» (с 1 января 1996 г. по 1 января 2010 г.).
Член редакционной коллегии «Вестника Центральной избирательной комиссии Российской Федерации» (с 1 января 2001 г. по 1 января 2009 г.).
Главный редактор журнала «Конституционное и муниципальное право» (с 1 января 2001 г.).
Член редакционной коллегии журнала «Российское право» (с 1 января 2006 г.).
Член редакционной коллегии серии «Право» «Вестника ЧелГУ».
Член редакционного совета журнала «Правоприменение».
Член редакционной коллегии «Московского юридического журнала».
Член редакционного совета журнала «Russian Law: Theory and Practice».
Член редакционного совета «Вестника Российского университета кооперации».
Член редакционного совета «Вестника Сибирского юридического института МВД России» и журнала «Труды Академии управления МВД России».
Член редакционной коллегии «Вестника Дагестанского государственного университета. Рубрика «Право».
Женат, имеет дочь, двух внуков, правнучку.

## Награды
- Почётное звание «Заслуженный деятель науки РФ» (15 сентября 2000 года) — за заслуги в научной деятельности[21]
- премия имени А. Ф. Кони РАН (2003) — за монографию «Конституция России: природа, эволюция, современность»[22]
- ПочетныЙ знак Правительства Монголии «Передовой работник образования Монголии» (2004 г.)[23]
- Медаль ордена «За заслуги перед Отечеством» 2-й степени (26 мая 2005 г.) — за достигнутые трудовые успехи и многолетнюю плодотворную деятельность[24]
- Лауреат Ломоносовской премии МГУ за педагогическую деятельность 1-й степени (24 января 2006 г.)[25]
- Юбилейный знак Государственной Думы (2006 г.)[23]
- Памятный знак ЦИК РФ (18 марта 2009 г.) — за внесение значительного вклада в развитие и обеспечение работы избирательной системы Российской Федерации[26]
- Заслуженный профессор Московского университета (2009 г.)[27]
- Почетная грамота Парламента Республики Беларусь (2010 г.)[23]
- Грамота Московской городской Думы (24 марта 2010 г.)[28]
- Почетная грамота Парламента Республики Абхазия (2012 г.)[23]
- Лучший научный юридический журнал (2 декабря 2014 г.)[29]
- Победитель в номинации «Коммерческий успех» (кафедра) — кафедра конституционного и муниципального права (заведующий кафедрой профессор С.А. Авакьян) за привлечение гранта Российского научного фонда (4,8 млн руб.); в номинации «Лучший учебник и учебно-методическая работа» — Авакьян Сурен Адибекович, заведующий кафедрой конституционного и муниципального права, за двухтомник «Конституционное право России: Учебный курс» (М.: Норма, 2014); (23 декабря 2014 г.)[30]
- Почетная юбилейная медаль «20 лет Конституции Казахстана» (30 августа 2015 г.)[25]
- Лауреат премии «Юрист года» (3 декабря 2016 г.) — за вклад в юридическую науку[31]
- Почетное звание «Заслуженный юрист Российской Федерации» (12 июля 2017 года) — за заслуги в развитии юридических наук и подготовке квалифицированных специалистов[32]
- Медаль Совета Федерации (2019 г.)[23]
- Благодарность за активное участие в деятельности региональной Мониторинговой рабочей группы Совета на выборах в городе Москве в Единый день голосования 8 сентября 2019 г. (21 октября 2019 г.)[33]
- Медаль «25 лет Конституции Казахстана» (20 августа 2020 г.)[34]
- Медаль Конституционного Суда РФ (2020 г.)[23]
- Орден «Золотой Крест» (2020 г.) — в связи с 80-летним юбилеем и за заслуги в общественной деятельности[35]
- Почетная грамота Президента Российской Федерации (9 апреля 2021 г.) — за большой вклад в укрепление российской государственности и активную общественную деятельность[36]
- Лауреат общенациональной премии Российского профессорского собрания «Профессор года» федерального уровня в номинации «Юридические науки» (14 ноября 2024 г.)[37]
- Почетная грамота Конституционного Суда РФ (2024 г.) — за большой личный вклад в развитии науки конституционного права и российского конституционализма и в связи с 270-летием Московского университета[25]
- Благодарность Президента Российской Федерации (5 января 2025 года) — за заслуги в подготовке высококвалифицированных специалистов, научно-педагогической деятельности и многолетнюю добросовестную работу[38]